# Johann Becker (Kommunist)
Johann Becker (* 3. Juni 1902 in Oberthal; † 1. Januar 1972 ebenda) war ein deutscher Arbeiter und Kommunist. Während der Zeit des Nationalsozialismus war er zehn Jahre lang in verschiedenen Konzentrationslagern inhaftiert. Während seiner Haftzeit im KZ Buchenwald traf er den Schriftsteller Ernst Wiechert, der ihn in seinem Bericht Der Totenwald (1939/45) als Hans porträtierte.

## Leben
Becker stammte aus ärmlichen Verhältnissen und engagierte sich in der KPD. Im Vorfeld der Saarabstimmung 1935 schmuggelte er Schriften ins Saargebiet. 1935 wurde er denunziert, weil er eine Hakenkreuzfahne abgenommen hatte. Am 9. April 1935 von der Gestapo verhaftet, wurde Becker wegen Vorbereitung zum Hochverrat zu zehn Jahren Zuchthaus verurteilt. Zunächst wurde er in die Emslandlager verbracht. Zwei Jahre später kam er ins KZ Buchenwald, wo er 1938 auf den Schriftsteller Ernst Wiechert traf, der dort zeitweilig als Schutzhäftling inhaftiert war. Wiechert porträtierte Becker, der von der SS zum Barackenältesten und damit zum Kapo gemacht worden war, in seinem Bericht Der Totenwald in der Figur des Arbeiters Hans.
Im August 1940 wurde Becker in das KZ Dachau verlegt, wo er am 30. April 1945 befreit wurde. Am 19. Mai kehrte er nach Oberthal zurück. Dort verdingte er sich in den folgenden Jahren als einfacher Arbeiter unter anderem für die Gemeinde. Für längere Zeit arbeitete er als Totengräber. Die Bewilligung einer Wiedergutmachung und einer Erwerbsminderung in Folge seiner KZ-Haft gestalteten sich schwierig.

## Gedenken
Der Fernsehjournalist Günther Ruschel zeichnete das Leben Beckers 2008 in der Dokumentation Johann Becker – Stille Zeit – Fragmente eines Lebens nach. Am 22. November 2008 wurde außerdem eine Gedenktafel auf dem Imweilerplatz in Oberthal enthüllt.

## Film
- Günther Ruschel: Johann Becker – Stille Zeit – Fragmente eines Lebens. Deutschland 2008, Dokumentarfilm, 55 Min.